# Carl Moncorps
Carl Moncorps (* 8. Juli 1896 in Berlin; † 17. Januar 1952 in Münster) war ein deutscher Dermatologe und Hochschullehrer.

## Leben
Nach der 1923 erfolgten Promotion zum Dr. med. absolvierte er ab 1925 an der Universität München bei Leo von Zumbusch seine Facharztausbildung zum Dermatologen. Er habilitierte sich 1928 in München für Dermatologie und war dort anschließend Privatdozent und ab 1935 als Oberarzt sowie außerordentlicher Professor tätig. Vertretungsweise übernahm er nach Zumbuschs Zwangsemeritierung die Klinikleitung.
Moncorps schloss sich der SA an. Am 5. September 1937 beantragte er die Aufnahme in die NSDAP und wurde rückwirkend zum 1. Mai desselben Jahres aufgenommen (Mitgliedsnummer 4.687.071). Er wurde 1938 auf den Lehrstuhl für Dermatologie der Universität Münster berufen, wo er auch als Direktor der Universitätshautklinik vorstand und bis zu seinem Tode wirkte. Unter seinem Dekanat erhielt der NS-belastete Otmar von Verschuer 1951 einen Lehrstuhl an der Universität.
Laut Albrecht Scholz gehört Moncorps „zu den Gründungsvätern der operativen Dermatologie in Deutschland“.